# Даверио
Даверио (итал. Daverio) — коммуна в Италии, располагается в провинции Варесе области Ломбардия.
Население составляет 2634 человека, плотность населения составляет 659 чел./км². Занимает площадь 4 км². Почтовый индекс — 21020. Телефонный код — 0332.
Покровителями коммуны почитаются святые апостолы Пётр и Павел, празднование 29 июня.